# 우둔

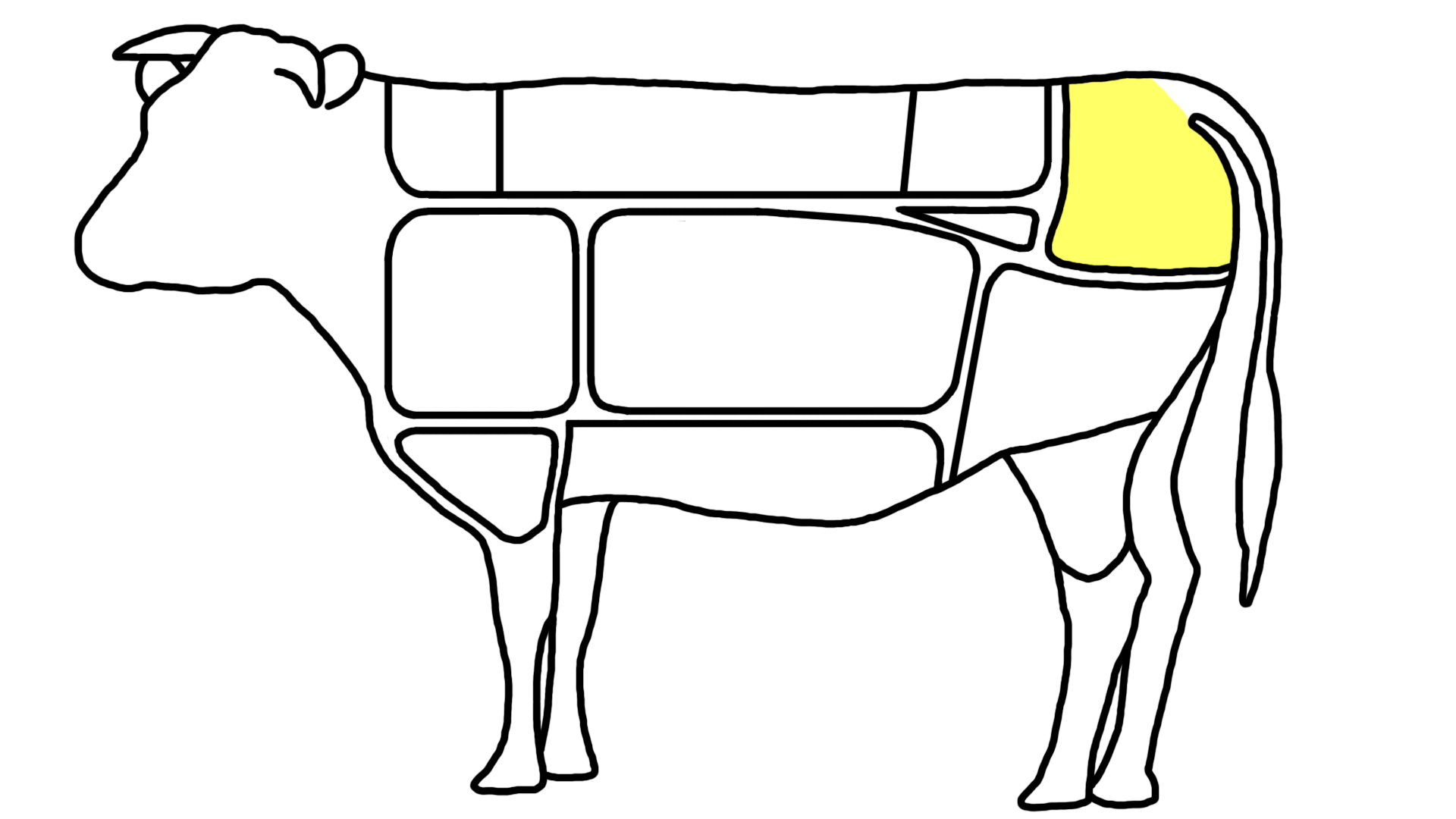
우둔

우둔은 소의 볼기 부위의 고기이다.

## 부위
우둔 우둔살과 홍두깨살로 이루어져 있다.

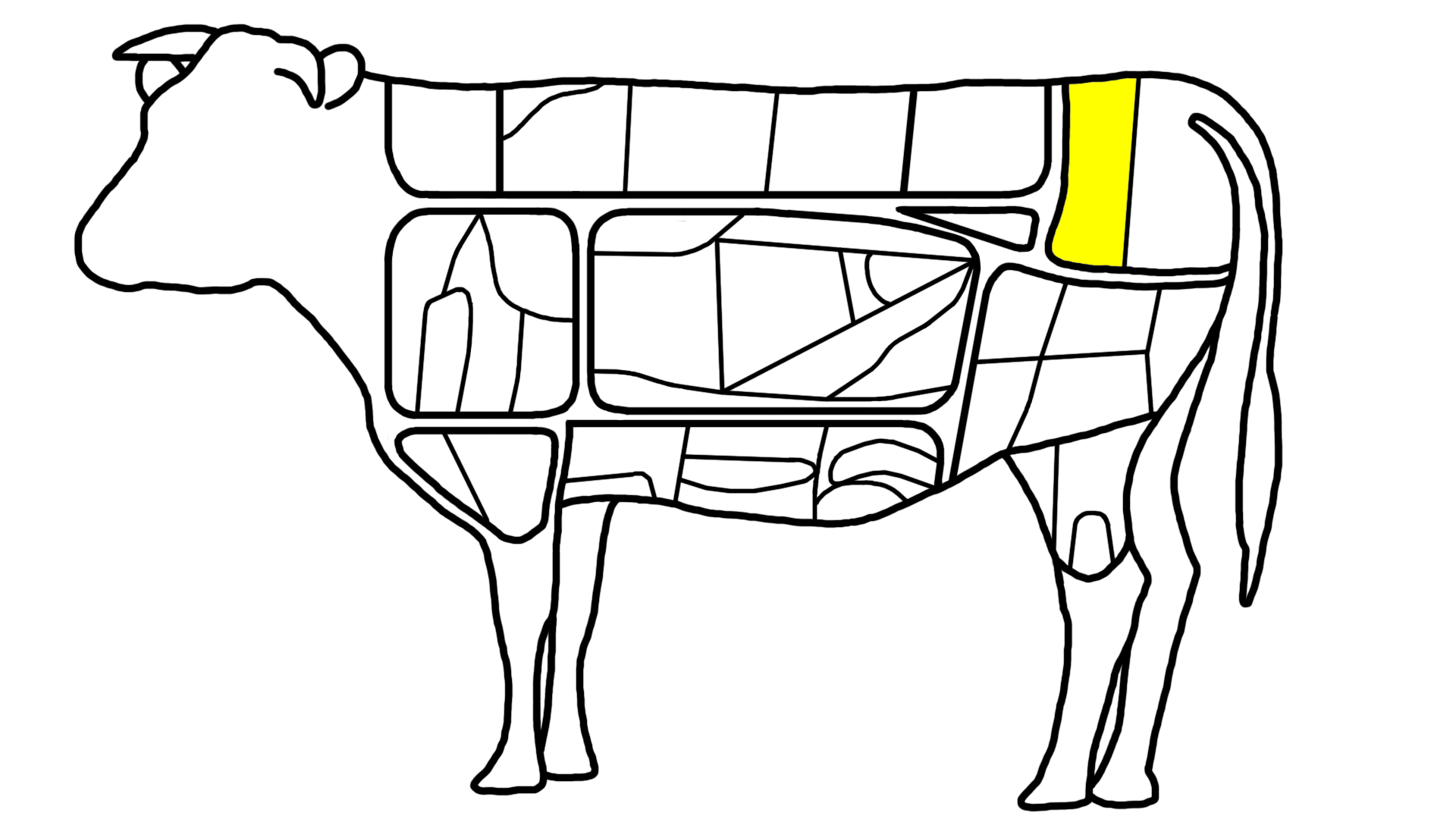
우둔살
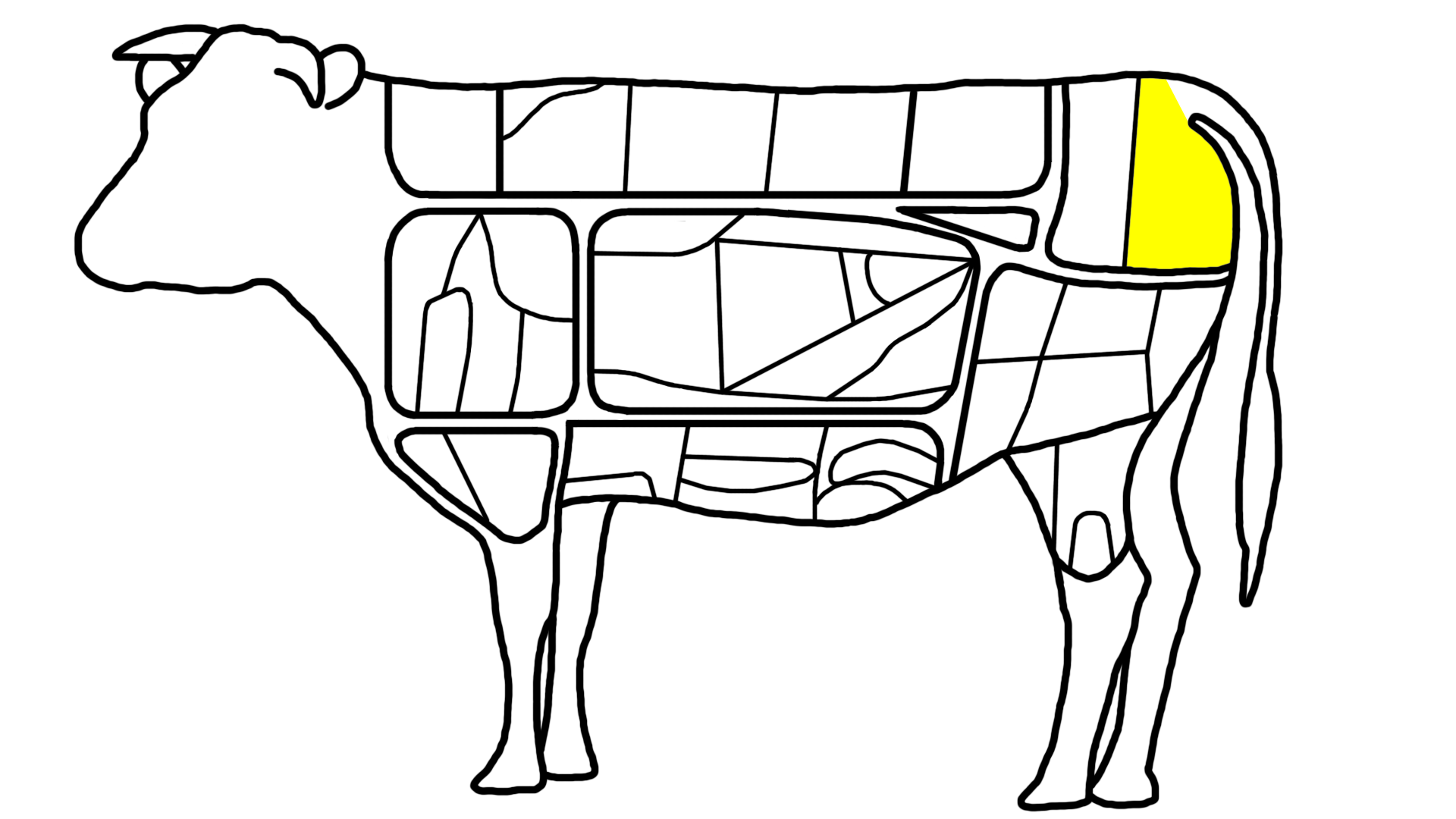
홍두깨살

## 같이 보기
- 라운드
- 설도